# Canottaggio ai Giochi della XXXII Olimpiade - 2 di coppia maschile
La gara del 2 di coppia maschile dei Giochi della XXXII Olimpiade si è svolto tra il 23 e il 28 luglio 2021. Hanno partecipato 13 equipaggi.
La gara è stata vinta dall'equipaggio francese composto da Hugo Boucheron e Matthieu Androdias.

## Formato
La competizione si è svolta su tre turni, in ognuno dei quali i primi tre classificati di ogni batteria sono avanzati al turno successivo. Gli equipaggi eliminati al primo turno si sono affrontati in una batteria di ripescaggio, la quale ha qualificato altri tre equipaggi al secondo turno.
Gli equipaggi eliminati nelle semifinali hanno partecipato alla Finale B.

## Programma
| Data           | Ora (UTC+9) | Turno          |
| -------------- | ----------- | -------------- |
| 23 luglio 2021 | 10:30       | Batterie       |
| 24 luglio 2021 | 09:10       | Ripescaggi     |
| 25 luglio 2021 | 12:40       | Semifinali A/B |
| 28 luglio 2021 | 08:20       | Finale B       |
| 28 luglio 2021 | 09:30       | Finale A       |

## Risultati

### Batterie
| Pos. | Atleti                            | Nazione   | Tempo   | Note  |
| ---- | --------------------------------- | --------- | ------- | ----- |
| 1    | Hugo Boucheron Matthieu Androdias | Francia   | 6:10.45 | S A/B |
| 2    | Liu Zhiyu Liang Zhang             | Cina      | 6:11.55 | S A/B |
| 3    | Ilya Kondratev Andrey Potapkin    | ROC       | 6:16.09 | S A/B |
| 4    | Stephan Krueger Marc Weber        | Germania  | 6:35.11 | R     |
| 5    | Jakub Podrazil Jan Cincibuch      | Rep. Ceca | 6:41.75 | R     |

| Pos. | Atleti                            | Nazione       | Tempo   | Note  |
| ---- | --------------------------------- | ------------- | ------- | ----- |
| 1    | Miroslaw Zietarski Mateusz Biskup | Polonia       | 6:11.22 | S A/B |
| 2    | Barnabe Delarze Roman Roeoesli    | Svizzera      | 6:11.24 | S A/B |
| 3    | Jack Lopas Christopher Harris     | Nuova Zelanda | 6:12.05 | S A/B |
| 4    | Ronan Byrne Philip Doyle          | Irlanda       | 6:14.40 | R     |

| Pos. | Atleti                             | Nazione       | Tempo   | Note  |
| ---- | ---------------------------------- | ------------- | ------- | ----- |
| 1    | Melvin Twellaar Stef Broenink      | Paesi Bassi   | 6:08.38 | S A/B |
| 2    | Graeme Thomas John Collins         | Gran Bretagna | 6:12.80 | S A/B |
| 3    | Ioan Prundeanu Marian Enache       | Romania       | 6:13.62 | S A/B |
| 4    | Saulius Ritter Aurimas Adomavicius | Lituania      | 6:23.08 | R     |

### Ripescaggio
| Pos. | Atleti                             | Nazione   | Tempo   | Note  |
| ---- | ---------------------------------- | --------- | ------- | ----- |
| 1    | Stephan Krueger Marc Weber         | Germania  | 6:26.64 | S A/B |
| 2    | Saulius Ritter Aurimas Adomavicius | Lituania  | 6:27.36 | S A/B |
| 3    | Ronan Byrne Philip Doyle           | Irlanda   | 6:29.90 | S A/B |
| 4    | Jakub Podrazil Jan Cincibuch       | Rep. Ceca | 6:32.86 | EL.   |

### Semifinali
| Pos. | Atleti                            | Nazione       | Tempo   | Note |
| ---- | --------------------------------- | ------------- | ------- | ---- |
| 1    | Hugo Boucheron Matthieu Androdias | Francia       | 6:20.45 | FA   |
| 2    | Graeme Thomas John Collins        | Gran Bretagna | 6:22.45 | FA   |
| 3    | Miroslaw Zietarski Mateusz Biskup | Polonia       | 6.24.50 | FA   |
| 4    | Jack Lopas Christopher Harris     | Nuova Zelanda | 6:26.08 | FB   |
| 5    | Stephan Krueger Marc Weber        | Germania      | 6:26.08 | FB   |
| 6    | Ronan Byrne Philip Doyle          | Irlanda       | 6:49.06 | FB   |

| Pos. | Atleti                             | Nazione     | Tempo   | Note |
| ---- | ---------------------------------- | ----------- | ------- | ---- |
| 1    | Melvin Twellaar Stef Broenink      | Paesi Bassi | 6:20.17 | FA   |
| 2    | Liu Zhiyu Liang Zhang              | Cina        | 6:23.17 | FA   |
| 3    | Barnabe Delarze Roman Roeoesli     | Svizzera    | 6:25.89 | FA   |
| 4    | Ilya Kondratev Andrey Potapkin     | ROC         | 6:26.58 | FB   |
| 5    | Ioan Prundeanu Marian Enache       | Romania     | 6:29.55 | FB   |
| 6    | Saulius Ritter Aurimas Adomavicius | Lituania    | 6:34.04 | FB   |

### Finali
| Pos. | Atleti                             | Nazione       | Tempo   | Note |
| ---- | ---------------------------------- | ------------- | ------- | ---- |
| 7    | Ilya Kondratev Andrey Potapkin     | ROC           | 6:13.73 |      |
| 8    | Jack Lopas Christopher Harris      | Nuova Zelanda | 6:15.51 |      |
| 9    | Ioan Prundeanu Marian Enache       | Romania       | 6:16.86 |      |
| 10   | Ronan Byrne Philip Doyle           | Irlanda       | 6:16.89 |      |
| 11   | Stephan Krueger Marc Weber         | Germania      | 6:18.13 |      |
| 12   | Saulius Ritter Aurimas Adomavicius | Lituania      | 6.20.87 |      |

| Pos.    | Atleti                            | Nazione       | Tempo   | Note            |
| ------- | --------------------------------- | ------------- | ------- | --------------- |
| Oro     | Hugo Boucheron Matthieu Androdias | Francia       | 6:00.33 | Record olimpico |
| Argento | Melvin Twellaar Stef Broenink     | Paesi Bassi   | 6:00.53 |                 |
| Bronzo  | Liu Zhiyu Zhang Liang             | Cina          | 6:03.63 |                 |
| 4       | Graeme Thomas John Collins        | Gran Bretagna | 6:06.48 |                 |
| 5       | Barnabé Delarze Roman Röösli      | Svizzera      | 6:09.45 |                 |
| 6       | Miroslaw Zietarski Mateusz Biskup | Polonia       | 6:09.17 |                 |